# スノープリンス 禁じられた恋のメロディ
『スノープリンス 禁じられた恋のメロディ』は、2009年公開の日本映画。主演は森本慎太郎。配給は松竹。
『フランダースの犬』に着想を得て執筆された小山薫堂のオリジナル脚本作品。昭和初期の山形県の寒村を舞台に、貧しくても一生懸命生きる少年が、裕福な家の少女や1匹の犬と心を通わせ成長していく様を描く。

## あらすじ
現代の東京。孫娘と暮らす老婦人・早代の元に、見知らぬ人物から古い手記が送られて来た。その手記を読み、子供時代の記憶が蘇る早代。
昭和初期の山形県。早代は裕福な商家の一人娘だった。町はずれには祖父と2人暮らしの草太という少年がおり、貧しくても懸命に生きる草太を、早代は幼い頃から好いていた。ある時、秋田犬の子犬を拾った草太は、犬に「チビ」と名付け、自分のパートナーとした。
早代の父は貧しい草太との交際に反対だったが、優しい母は幼い恋を応援してくれた。草太の祖父も正直な人物で、炭を売りに行った草太が売上金をすられ、泣いて帰って来た時も、「人を憎んだり、恨んだりしてはいけない」と諭すのだった。
そんなある日、町はずれの空き地にサーカス団がやって来た。ひょんなことからサーカス団のピエロと知り合う草太。自分からは名乗らなかったが、実はピエロは草太の父親だった。草太を生んだ時に母親は死に、父親は草太を祖父に預けて縁を切り、サーカス団に戻ったのだ。
絵が上手だが絵の具を買えない草太は、伝説の池のほとりに有るという「夜空(よぞら)色」の土を絵の具として使いたいと思っていた。だが池は遠く、子供だけで行こうとしても失敗していた。その池まで草太に同行して、共に青い土を見つけ出す父親。
草太の祖父は衰弱して寝たきりとなり、子供の草太の働きだけでは禄に食料も買えない日々が続いた。腹を減らしながらも僅かな金で、「夜空(よぞら)色」の絵を描く為の紙を買う草太。だが、冬のある日、祖父が亡くなり、サーカス団も立ち去って草太は一人ぼっちになってしまった。
現代の東京で、老婦人の早代を訪ねて来る老人。彼は古い手記の送り主で、サーカスのピエロだった父親が草太の思い出を書いたと打ち明けた。老人は母親違いの草太の弟だったのだ。草太の祖父の死を知らぬまま旅立った父親は、その後の草太の行動について書くことが出来なかった。会ったことのない兄の草太について早代から聞きたくて手記を送ったと打ち明ける老人。早代は、クリスマスの夜の草太について語り出した。
その日、早代の家では子供たちを招いてクリスマスパーティーが開かれていた。しかし、早代の父親は草太を招待しなかった。冷え込む夜分に父親を呼び出して包んだ絵を渡し、立ち去る草太。その後、屋敷の女中が火事だと叫んでパーティー会場に飛び込んで来た。大切な倉庫から漏電で火の手が上がったのだ。だが、幸い発見が早く大事には至らなかった。「犬を連れた子供の手柄だ」と話す消防団員。
草太に救われた事を知り、従業員も総出で草太を探し回る早代の一家。だが、火事を消す為にコートを焼いてしまった草太は愛犬のチビと共に凍死していた。
老いても、草太の残した「夜空(よぞら)色」の絵を大切に守っている早代。それは、ピアノを弾く早代を中心に、親しい人々を描いた作品だった。草太の絵の前で、早代は子供時代と同じピアノ曲を奏でるのだった。

## 登場人物
原田草太
演 - 森本慎太郎
本作の主人公。
原案ではネロ・ダースに当たる。
チビ
演 - チビ
草太の飼い犬。
原案ではパトラッシュに当たる。
有馬早代
演 - 桑島真里乃（現代：岸惠子）
草太のガールフレンド。
原案ではアロア・コゼツに当たる。
有馬政光
演 - 香川照之
早代の父。
原案ではバース・コゼツに当たる。
有馬きよ
演 - 檀れい
早代の母。
原案ではエリーナ・コゼツに当たる。
長谷川康子
演 - マイコ
現代の早代の孫。
老紳士
演 - 山本學

萩尾
演 - 浅野忠信
サーカス団の青年。
原田正吉
演 - 中村嘉葎雄
草太の祖父。
原案ではジェハン・ダースに当たる。

## スタッフ
- 監督：松岡錠司
- エグゼクティヴプロデューサー：亀山慶二
- 企画：中沢敏明、飯島三智
- プロデューサー：椎井友紀子、大野貴裕、宇生雅明（庄内担当プロデューサー）
- 脚本：小山薫堂
- 音楽：山梨鐐平
- 主題歌：スノープリンス合唱団「スノープリンス」（ジャニーズ・エンタテイメント）[3]
- 撮影：大塚亮
- 美術：原田満生
- 録音：阿部茂
- 装飾：佐藤孝之
- 照明：木村匡博
- 衣装デザイン：MASATOMO
- 衣装：宮本まさ江
- 編集：普嶋信一
- スクリプター：川野恵美
- ドッグトレーナー：宮忠臣
- 助監督：小野寺昭洋
- 製作：映画｢スノープリンス｣製作委員会（テレビ朝日、セディックインターナショナル、松竹、J-dream、電通、朝日新聞社、角川書店、TOKYOFM、朝日放送、メ〜テレ、北海道テレビ放送、九州朝日放送、東日本放送、広島ホームテレビ、静岡朝日テレビ、山形テレビ）
- 制作：セディックインターナショナル
- 配給：松竹

## 製作

### 主なロケ地
- 鶴岡・庄内映画村
- 酒田・山居倉庫
- 宮城県・鳴子のくりこま田園鉄道
- 遊佐町・旧吹浦小学校

## 封切り
10月15日、『フランダースの犬』の舞台として知られるベルギーのアントワープ市内、聖母大聖堂にあるルーベンスの祭壇画の前でワールドプレミアが開催され、映画本作が架け橋となって両国の絆がさらに深まることを目的に、小山薫堂、森本慎太郎、そしてサポーターの中山優馬がベルギー・フランダース政府観光局友好大使に任命された。
日本では2009年12月12日に全国235スクリーンで公開された。また、本作は同じ小山薫堂が手掛けた『おくりびと』の15か国を超える25か国以上から上映オファーを受けた。

### 関連商品
児童書
- 小山薫堂（原作）、百瀬しのぶ（文）、大塚いちお（絵）『スノープリンス 禁じられた恋のメロディ』（2009年9月15日、角川つばさ文庫、ISBN 978-4-04-631052-1）

DVD
- スノープリンス 禁じられた恋のメロディ（2010年8月6日、東宝、TDV20224R）